# Stenorya vermiculata
Stenorya vermiculata är en mångfotingart som beskrevs av Crabill 1968. Stenorya vermiculata ingår i släktet Stenorya och familjen kamjordkrypare.
Artens utbredningsområde är Tanzania. Inga underarter finns listade i Catalogue of Life.